# Anushavan
Anushavan (en arménien Անուշավան) est une communauté rurale du marz de Shirak en Arménie. En 2008, elle compte 2 196 habitants.